# Selaginella lingulata
Selaginella lingulata är en mosslummerväxtart som beskrevs av Antoine Frédéric Spring. Selaginella lingulata ingår i släktet mosslumrar, och familjen mosslummerväxter. Inga underarter finns listade i Catalogue of Life.